# Zapiski starucha
Zapiski starucha – zbiór aforyzmów autorstwa Aleksandra Fredry.
Fredro od początku swojej twórczości wplatał do komedii zwroty przysłowiowe. Ślady spisywania przez niego tego typu powiedzeń można znaleźć już w 1820 w kodeksie nazwanym Książka dla mnie samego…. Jednak o systematycznym gromadzeniu Zapisków można mówić dopiero od drugiej połowy 1869. Wtedy to zaczął notować je w rękopiśmiennym brulionie rozrzucone po różnych miejscach lub łączone w większe zespoły. W sposób jeszcze bardziej systematyczny notował je kolejnym brulionie, w którym przepisał na czysto pamiętnik Trzy po trzy, zaś pozostałe puste strony wykorzystał do notowania zapisków.
Zapewne w wyniku narastania liczby zapisków postanowił stworzyć z nich odrębną całość. Przepisywał je więc ponownie na luźnych arkuszach. Nastąpiło to prawdopodobnie w 1870 i latach następnych. Maksymy nie były w żaden sposób usystematyzowane treściowo. W późniejszym czasie Fredro ponumerował zapiski, jednak uczynił to niekonsekwentnie i z błędami. Na kartach zapisane zostały również inne fragmenty literackie, jak np. wierszowane fraszki, epigramaty, wiersze. Ostatecznie złożyło się to na kodeks 18-arkuszowy, który Fredro zlecił oprawić. Następnie ponownie przepisał zapiski w wolnych miejscach brulionu, w którym wcześniej umieścił już pierwsze ich wersje i tekst Trzy po trzy.
Nie ma jasności, czy Fredro zamierzał wydać te zapiski drukiem – nie zostały one uwzględnione w żadnym ze sporządzanych przez niego planów wydania dzieł zbiorowych. W czystopisie znalazło się ponad pięćset maksym, natomiast drugie tyle pozostało w innych brulionach i rękopisach. Po raz pierwszy Zapiski ukazały się drukiem w 1880 w tomie XI po tekście Trzy po trzy (s. 213–260 w wersji pełnej i s. 195–242 w wersji skróconej). Rozbudowany zestaw zapisków z rękopisów oraz pierwodruków, składający się z 1063 pozycji, ukazał się w 1969 w tomie XIII Pism wszystkich Aleksandra Fredry.